# Asociación de Historiadores Latinoamericanistas Europeos
Die Asociación de Historiadores Latinoamericanistas Europeos (AHILA) ist die Vereinigung der europäischen Lateinamerika-Historiker. Es handelt sich um einen gemeinnützigen Verein, der über 600 Spezialisten vereint, welche an den größten Lehr- und Forschungsinstitutionen in Europa und Amerika tätig sind. Die offiziellen Sprachen der Vereinigung sind Spanisch und Portugiesisch.
2014 wurde Stefan Rinke (Freie Universität Berlin) zum Präsidenten von AHILA gewählt. Die aktuelle Präsidentin ist Pilar González Bernaldo (Université de Paris – Paris Diderot) (Stand Dezember 2022).
AHILA organisiert dreijährliche Kongresse. 2024 findet die Veranstaltung in Neapel statt.